# Văn Xuôi
Văn Xuôi là một xã thuộc huyện Tu Mơ Rông, tỉnh Kon Tum, Việt Nam.
Xã Văn Xuôi có diện tích 91,30 km², dân số năm 2019 là 1.058 người, mật độ dân số đạt 12 người/km².